# Casablanca (lớp tàu sân bay hộ tống)
Lớp Casablanca là lớp tàu sân bay hộ tống với số lượng tàu sân bay lớn nhất từng được chế tạo, với năm mươi chiếc được đặt lườn, hạ thủy và nhập biên chế trong vòng không đầy hai năm, từ ngày 3 tháng 11 năm 1942 đến 8 tháng 7 năm 1944. Con số này chiếm gần một phần ba trong tổng số 151 tàu sân bay mà Hải quân Hoa Kỳ chế tạo trong Chiến tranh Thế giới thứ hai. Cho dù có số lượng lớn, không có chiếc nào được giữ lại và bảo tồn, trong khi nhiều tàu sân bay lớn và nổi tiếng được giữ lại như những tàu bảo tàng. Năm chiếc đã bị mất do hoạt động của đối phương trong Thế Chiến II, và số còn lại bị tháo dỡ.

## Tổng quát
Là lớp tàu đầu tiên được thiết kế ngay từ đầu như một tàu sân bay hộ tống, lớp Casablanca có sàn hầm chứa máy bay lớn hơn và hữu ích hơn so với những lớp trước, vốn chỉ cải biến từ tàu chở hàng hay tàu chở dầu. Nó cũng có sàn đáp lớn hơn lớp Bogue. Không giống những tàu sân bay lớn có lớp vỏ giáp tăng cường, việc bảo vệ chỉ giới hạn với việc chống mảnh đạn. Kích thước nhỏ của chúng khiến nó hữu ích trong việc chuyên chở máy bay đã lắp ráp, nhưng kiểu máy bay tiêm kích mang được chỉ là loại nhỏ hơn và nhẹ hơn, như Grumman F4F Wildcat. Số hiệu lườn được gán tiếp nối nhau, bắt đầu từ Casablanca (CVE-55) cho đến Munda (CVE-104).
Lớp Casablanca được chế tạo bởi Xưởng tàu Vancouver của Chi nhánh đóng tàu hãng Kaiser Company, Inc. trên sông Columbia ở Vancouver, Washington. Xưởng tàu Vancouver được cấp tốc xây dựng vào năm 1942 để đóng tàu Liberty chở hàng, nhưng nhu cầu của chiến tranh khiến nó cũng chế tạo tàu đổ bộ LST, và sau đó là tàu sân bay hộ tống ngay trong năm đầu tiên kể từ khi đưa vào sử dụng. Xưởng tàu có mười hai ụ đóng tàu và một bến tàu để hoàn thiện dài 3.000 foot (900 m), cùng một ụ chế tạo độc đáo nguyên được dùng để bổ sung những cấu trúc thượng tầng chế tạo sẳn lên trên những tàu Liberty. Kích thước tương đối nhỏ và nguồn gốc chế tạo hàng loạt khiến thủy thủ thường gọi chúng là "tàu sân bay Jeep" hay "Jeep Kaiser".
Lớp Casablanca thoạt tiên tiếp nối chính sách của Hải quân Hoa Kỳ đặt tên tàu sân bay hộ tống theo các vịnh và eo biển, cho dù nhiều chiếc mang truyền thống đặt tên tàu sân bay theo tên các trận đánh. Những chiếc này đặt tên theo các biển, đảo hay thành phố được ghi dấu các trận chiến tại mọi khu vực. Nhiều chiếc có các tên vịnh ("Bay") ban đầu chuyển thành tên các trận chiến đang khi được chế tạo, và hai chiếc trong số chúng, Midway và Coral Sea, chuyển tên của chúng cho những chiếc thuộc lớp tàu sân bay Midway mới, trở thành USS St. Lo và USS Anzio tương ứng. Không giống những chiếc lớp Essex và Independence lớn hơn, chúng không được đặt tên theo những tàu chiến lừng danh trong lịch sử.

## Thời hạn sản xuất – Hải quân từ chối
Cho dù những tàu sân bay lớp Essex được hoàn tất chỉ trong vòng 20 tháng hay ít hơn, kế hoạch sản xuất năm 1941 dựa trên ước lượng thời hạn trung bình 38 tháng trước chiến tranh, cho thấy sẽ không có chiếc tàu sân bay hạm đội nào mới cho đến năm 1944. Trong khi đó, Kaiser đã rút ngắn thời hạn đóng tàu hàng lớp Liberty từ hơn một năm xuống còn không đầy 90 ngày, và đề nghị sẽ đóng một hạm đội 50 tàu sân bay nhỏ trong vòng hai năm. Giới thẩm quyền Hải quân Mỹ từ chối chấp nhận kế hoạch của Kaiser cho đến khi hãng đóng tàu tiếp xúc trực tiếp với các cố vấn của Tổng thống Franklin D. Roosevelt. Phe Đồng Minh đang rất cần đến tàu sân bay để bù đắp những tổn thất vào đầu chiến tranh; Kaiser đã đóng những tàu sân bay nhỏ nhanh đúng như kế hoạch, và những nghi ngại về giá trị của chúng nhanh chóng biến mất khi chúng chứng minh sự hữu ích trong việc bảo vệ các đoàn tàu vận tải, hỗ trợ trên không các chiến dịch đổ bộ, cho phép các tàu sân bay hạm đội tập trung vào các nhiệm vụ không kích tấn công chiến lược.

## Phục vụ
Cho dù được chỉ định như những tàu sân bay hộ tống vận tải, lớp Casablanca lại được sử dụng thường xuyên hơn cùng các chiến dịch đổ bộ của các hạm đội lớn, nơi yếu tố tốc độ không quan trọng và có thể kết hợp liên đội không lực nhỏ của chúng lại để có hiệu quả như một tàu lớn hơn. Hoạt động xuất sắc nhất của chúng là trong Trận chiến ngoài khơi Samar, nơi đơn vị đặc nhiệm Taffy 3 bao gồm sáu con tàu như vậy cùng lực lượng hộ tống bao gồm ba tàu khu trục và bốn tàu khu trục hộ tống đã chiến đấu chống lại những tàu chiến chủ lực của Hải quân Đế quốc Nhật Bản. Cuộc chiến tự vệ tuyệt vọng của chúng không chỉ bảo vệ được phần lớn lực lượng của mình, mà còn khiến đối thủ phải quay mũi rút lui đơn thuần chỉ dựa vào máy bay trang bị bom mảnh thông thường, ngư lôi, mìn sâu, súng máy và pháo 5 in (130 mm)/38 caliber của chính họ.
Được giao vai trò hỗ trợ tác chiến trên bộ và tuần tra chống tàu ngầm, chúng không được vũ trang ngư lôi và bom xuyên thép để đối phó với những hạm tàu nổi hạng nặng. Taffy 3 được dự định bảo vệ bởi các tàu sân bay và thiết giáp hạm thuộc Đệ tam Hạm đội dưới quyền Đô đốc William Halsey, nhưng hạm đội này đã rời vị trí truy đuổi một lực lượng tàu sân bay đối phương đóng vai trò mồi nhữ, vô tình khiến Taffy 3 trở thành lực lượng duy nhất chặn đường hạm đội hùng mạnh của Nhật Bản với lực lượng đổ bộ không có khả năng tự vệ trong vịnh Leyte. Các con tàu vũ trang nhẹ này chỉ có một pháo 5-inch gắn phía đuôi; tuy nhiên hai chiếc trong số chúng, St. Lo và Kalinin Bay, trở thành những tàu sân bay Hoa Kỳ từng bắn trúng tàu chiến đôi phương bằng pháo của chính nó. St. Lo bắn trúng một tàu khu trục Nhật, còn Kalinin Bay gây hư hại cho một tàu tuần dương lớp Myōkō với hai phát đạn pháo bắn trúng. Có những chứng cứ cho thấy sáu phát đạn pháo 5-inch bắn từ USS White Plains có thể đã bắn trúng tàu tuần dương Chōkai từ khoảng cách 11.700 yd (10.700 m), một trong số đó bắn trúng giữa tàu bên mạn phải đã gây ra vụ nổ thứ cấp (có thể do ngư lôi của chính Chōkai) gây ra hư hại nặng đến mức phải bỏ tàu. Tuy nhiên tài liệu phía Nhật Bản thu thập được sau chiến tranh không xác nhận điều này, báo cáo hư hại này gây ra bởi các đợt không kích.
Một thành tích khác của lớp Casablanca ghi nhận từ chiếc Guadalcanal dưới quyền Đại tá Hải quân Daniel V. Gallery, khi hoạt động như là hạt nhân của một đội tìm-diệt tàu ngầm tại Đại Tây Dương, đã góp công vào việc chiếm giữ tàu ngầm U-boat Đức U-505 và thu giữ được nhiều tin tức tình báo quan trọng. Đây là lần đầu tiên Hải quân Hoa Kỳ chiếm được một tàu đối phương kể từ cuộc Chiến tranh 1812, và Guadalcanal cũng là tàu sân bay duy nhất hoạt động không lực đang khi kéo một tàu đối phương.
Trong tổng số mười một tàu sân bay Hoa Kỳ bị mất trong Thế chiến II, sáu chiếc là tàu sân bay hộ tống, và năm chiếc trong số đó thuộc lớp Casablanca:
- Liscome Bay (CVE-56), đắm ngày 24 tháng 11, 1943 do trúng ngư lôi từ tàu ngầm Nhật I-175 ngoài khơi đảo Makin
- Gambier Bay (CVE-73), đắm ngày 25 tháng 10, 1944 do hải pháo đối phương trong Trận chiến ngoài khơi Samar
- St. Lo (CVE-63), đắm ngày 25 tháng 10, 1944 do tấn công Kamikaze trong Trận chiến vịnh Leyte
- Ommaney Bay (CVE-79), đắm ngày 4 tháng 1, 1945 do tấn công Kamikaze trong biển Sulu trên đường đi vịnh Lingayen.
- Bismarck Sea (CVE-95), đắm ngày 21 tháng 2, 1945 do tấn công Kamikaze ngoài khơi Iwo Jima.

## Loại bỏ
Không giống đa số những tàu chiến hiện đại kể từ thời thiết giáp hạm HMS Dreadnought, những chiếc lớp Casablanca chỉ được trang bị động cơ hơi nước chuyển động qua lại thay vì turbine hơi nước. Đó là do sự thiếu hụt trầm trọng công nghệ kỹ thuật cơ khí để chế tạo turbine trong chiến tranh, nhưng đã đưa đến giới hạn nghiêm trọng sự hữu dụng hậu chiến. Một số chiếc được giữ lại sau chiến tranh như những tàu vận chuyển máy bay, nơi việc kém tốc độ không phải là một khiếm khuyết lớn. Một số chiếc tái hoạt động như tàu sân bay trực thăng (CVHE và T-CVHE) hay tàu sân bay đa dụng (CVU và T-CVU) sau chiến tranh, nhưng đa số đã ngừng hoạt động và đưa về dự bị ngay sau khi chiến tranh kết thúc, được rút đăng bạ trong giai đoạn 1958-1959 vào tháo dỡ vào các năm 1959-1961. Một chiếc, USS Thetis Bay (CVE-90), được cải biến sâu rộng thành một tàu tấn công đổ bộ (LPH-6), nhưng cũng bị tháo dỡ vào năm 1964.
Nguyên thủy Hoa Kỳ dự định một nữa số tàu lớp Casablanca được chuyển cho Hải quân Hoàng gia trong khuôn khổ chương trình Cho thuê-Cho mượn; thay vì vậy chúng được giữ lại cho Hải quân Hoa Kỳ, và các tàu sân bay hộ tống lớp Bogue Lô II được chuyển giao thay thế, như là lớp Ruler (những chiếc Bogue Lô I thuộc lớp Attacker).

## Những chiếc trong lớp
| Những chiếc trong lớp | Những chiếc trong lớp |
| --- | --- |
| Theo số hiệu lườn - (CVE-55) Casablanca - (CVE-56) Liscome Bay - (CVE-57) Coral Sea/Anzio - (CVE-58) Corregidor - (CVE-59) Mission Bay - (CVE-60) Guadalcanal - (CVE-61) Manila Bay - (CVE-62) Natoma Bay - (CVE-63) Midway/St. Lo - (CVE-64) Tripoli - (CVE-65) Wake Island - (CVE-66) White Plains - (CVE-67) Solomons - (CVE-68) Kalinin Bay - (CVE-69) Kasaan Bay - (CVE-70) Fanshaw Bay - (CVE-71) Kitkun Bay - (CVE-72) Tulagi - (CVE-73) Gambier Bay - (CVE-74) Nehenta Bay - (CVE-75) Hoggatt Bay - (CVE-76) Kadasahan Bay - (CVE-77) Marcus Island - (CVE-78) Savo Island - (CVE-79) Ommaney Bay - (CVE-80) Petrof Bay - (CVE-81) Rudyerd Bay - (CVE-82) Saginaw Bay - (CVE-83) Sargent Bay - (CVE-84) Shamrock Bay - (CVE-85) Shipley Bay - (CVE-86) Sitkoh Bay - (CVE-87) Steamer Bay - (CVE-88) Cape Esperance - (CVE-89) Takanis Bay - (CVE-90) Thetis Bay - (CVE-91) Makassar Strait - (CVE-92) Windham Bay - (CVE-93) Makin Island - (CVE-94) Lunga Point - (CVE-95) Bismarck Sea - (CVE-96) Salamaua - (CVE-97) Hollandia - (CVE-98) Kwajalein - (CVE-99) Admiralty Islands - (CVE-100) Bougainville - (CVE-101) Matanikau - (CVE-102) Attu - (CVE-103) Roi - (CVE-104) Munda | Theo tên - Admiralty Islands (CVE-99) - Attu (CVE-102) - Bismarck Sea (CVE-95) - Bougainville (CVE-100) - Cape Esperance (CVE-88) - Casablanca (CVE-55) - Coral Sea/Anzio (CVE-57) - Corregidor (CVE-58) - Fanshaw Bay (CVE-70) - Gambier Bay (CVE-73) - Guadalcanal (CVE-60) - Hoggatt Bay (CVE-75) - Hollandia (CVE-97) - Kadashan Bay (CVE-76) - Kalinin Bay (CVE-68) - Kasaan Bay (CVE-69) - Kitkun Bay (CVE-71) - Kwajalein (CVE-98) - Liscome Bay (CVE-56) - Lunga Point (CVE-94) - Makassar Strait (CVE-91) - Makin Island (CVE-93) - Manila Bay (CVE-61) - Marcus Island (CVE-77) - Matanikau (CVE-101) - Mission Bay (CVE-59) - Munda (CVE-104) - Natoma Bay (CVE-62) - Nehenta Bay (CVE-74) - Ommaney Bay (CVE-79) - Petrof Bay (CVE-80) - Roi (CVE-103) - Rudyerd Bay (CVE-81) - Saginaw Bay (CVE-82) - Midway/St. Lo (CVE-63) - Salamaua (CVE-96) - Sargent Bay (CVE-83) - Savo Island (CVE-78) - Shamrock Bay (CVE-84) - Shipley Bay (CVE-85) - Sitkoh Bay (CVE-86) - Solomons (CVE-67) - Steamer Bay (CVE-87) - Takanis Bay (CVE-89) - Thetis Bay (CVE-90) - Tripoli (CVE-64) - Tulagi (CVE-72) - Wake Island (CVE-65) - White Plains (CVE-66) - Windham Bay (CVE-92) |